# Sabine Barisch
Sabine Barisch (...) è una sciatrice tedesca paralimpica, che ha rappresentato la Germania nello sci alpino ai Giochi paralimpici invernali del 1980 e del 1984, vincendo in totale sei medaglie, di cui una medaglia d'oro, due medaglie d'argento e tre medaglie di bronzo.

## Carriera

### Sci alpino
A Geilo 1980 Berghofer si è classificata al 1º posto nello slalom speciale 3B con un tempo di 1:38.23	(al 2º posto Brigitte Madlener che ha concluso la gara in 1:40.68 e al 3º posto Evelyn Werner in 1:45.87). e al 2º posto nello slalom gigante in 3:13.47 (sul podio, Brigitte Madlener, medaglia d'oro in 2:52.86 e 	
Sabine Stiefbold, medaglia di bronzo in 3:15.88).
Quattro anni più tardi, a Innsbruck, la sciatrice ha conquistato una medaglia d'argento nella discesa libera LW5/7 (con un tempo realizzato di 1:27.65) e tre medaglie di bronzo: nelle gare di slalom speciale,, slalom gigante e supercombinata alpina; tutte le gare si sono svolte nella categoria LW5/7.

## Palmarès

### Paralimpiadi
- 6 medaglie:
  - 1 oro (slalom speciale 3B a Geilo 1980)
  - 2 argenti (slalom gigante 3B a Geilo 1980; discesa libera LW5/7 a Innsbruck 1984)
  - 3 bronzi (slalom speciale LW5/7, slalom gigante LW5/7 e supercombinata LW5/7 a Innsbruck 1984)